# Cílová skupina
Cílová skupina je termín používaný v marketingu, označující skupinu osob nebo firem, kterou chce obchodník nebo výrobce oslovit se svým produktem (výrobkem, službou).

## K čemu je dobré zabývat se cílovou skupinou
Jestliže chcete někomu něco prodat, musíte ho:
- oslovit,
- zaujmout,
- vyvolat potřebu,
- přimět k rozhodnutí právě pro váš produkt,
- dát pozitivní zpětnou vazbu na produkt / obchodníka.

Abyste výše popsaného dosáhli je dobré o svých zákaznících něco vědět. Pokud obchodník nebo výrobce neprojevuje žádný zájem o své zákazníky, tak je velice pravděpodobné, že potenciální zákazníci nebudou projevovat žádný zájem o prodejce nebo produkt.

## Jaká existují kritéria pro určení cílových skupin
Těch kritérií může být mnoho. Vyjmenujeme si alespoň ty nejdůležitější:
- Geografické – pokud nabízíte svou službu jen v určité lokalitě (např. jen ve Středočeském kraji), tak je důležité soustředit se především na tu lokalitu, ze které mohou přijít vaši zákazníci. Praktický příklad je PPC reklama, kde můžete nastavit lokalitu, ve které se budou zobrazovat vaše reklamy. Jestliže nabízíte svou službu pouze ve Středočeském kraji, může být neefektivní zobrazovat PPC reklamu i v Ostravě.
- Věkové – řada výrobků a služeb je určena pro nějakou generaci. Každý asi chápe, že různé generace se různě oblékají, mají (nebo nemají) různě staré děti, mají odlišný denní režim, jiné potřeby atd.
- Pohlaví – rozdíly mezi pohlavími se v poslední době stírají, ale stále jsou výrobky a služby určené jen pro jedno pohlaví. Nesmíte ale zapomínat na to, že muži kupují dárky ženám a samozřejmě i obráceně. Proto zapomínat na muže např. při propagaci dámských šperků, by byla značná chyba. Přesto muži mají jiné mechanizmy rozhodování při nákupu produktů určených jen pro ženy. I na to je potřeba myslet při vytváření strategie prodeje.
- Vzdělání a společenské postavení – má značný vliv nejen na to, o jaké produkty bude mít zájem, ale také na způsob upoutání pozornosti, vyvolání potřeby, rozhodovací proces o nákupu… Pomocné síly se základním vzděláním jsou zvyklé na zcela jinou komunikaci než top manažeři s vysokoškolským vzděláním, což je potřeba zohlednit třeba v marketingových kampaních.
- Životní styl – lidé bez ohledu na lokalitu, věk, pohlaví či vzdělání mohou být zastánci určitého životního stylu. Někteří jsou sportovně založení, jiní tráví svůj čas na gauči koukáním na televizi. Jedni vyhledávají společnost, druzí se straní okolního světa. Životních stylů je nepřeberné množství a mohou se vzájemně proplétat. Podstatné je to, že si je lidé do značné míry volí sami. Životní styl má zásadní vliv jak na druhy produktů, které si daný kupující pořizuje (vegetariánovi těžko vnutíte tlačenku), tak i na způsob, jak si produkty vybírá a rozhoduje se o nich (hráč počítačových her si nový počítač volí jiným způsobem, než vaše babička).

## Jak cílové skupiny ovlivňují marketingové strategie
Jestliže je váš produkt určený pro konkrétní cílové skupiny (může a bývá jich více najednou), bude třeba porozumět jejich světu. Určitě byste měli určit, jakou vyjadřovací formu zvolit, abyste vaši cílovku oslovili, protože budete-li hovořit jejich řečí, máte větší šance na úspěch. Vyjadřovací formou je myšleno nejen volba správných slov, ale také třeba vhodné médium (internet, televize, časopisy…), grafický projev (vhodné barvy, font písma…) a mnoho dalšího. Lidé se často rozhodují emotivně. Abyste se dostali do „srdíček“ vašich potenciálních zákazníků, musíte u nich:
- vzbudit důvěru,
- vytvořit pocit sounáležitosti (rozumíte jejich potřebám),
- vyvolat touhu po produktu,
- přimět je k akci (objednávce…),
- potvrdit jim správnost volby, aby se vraceli a doporučovali vás.

Můžete také zmapovat časté překážky, jež by kupujícímu bránily váš produkt objednat a snažit se zjištěné překážky eliminovat.
I přes vše, co bylo doposud napsáno, neberte cílové skupiny jako nějaké dogma či mantru. Nezřídka si váš produkt pořídí někdo, kdo do vámi definované cílové skupiny nepatří ani omylem. To ale nemění nic na tom, že vašim majoritním zákazníkům potřebujete rozumět.

## Jak si definovat cílové skupiny pro vaši firmu / produkt
Správně by to mělo být tak, že si nejprve zvolíte cílové skupiny a až pro ně vytváříte (výrobci) nebo nakupujete (prodejci) produkty. Výrobce by dopředu měl vědět, že nějakým cílovým skupinám něco chybí a tuto díru na trhu by se měl snažit vyplnit. Vyrábět něco, co trh buď nepotřebuje, nebo potřebuje, ale produktu je na trhu přebytek, je už samo o sobě špatně. Totéž platí i o službách. Ale život neběží přesně podle plánu jako vlaky v Japonsku. Stává se, že přijdete na trh s produktem a až dodatečně zjišťujete, jaké konkrétní skupiny si ho vlastně pořizují.
Rada, jak zjistit vaše cílové skupiny je relativně snadná ovšem realizace bývá bohužel náročnější. Udělejte si průzkum. Jednoduše se jich ptejte a vyzvídejte. Jestliže už prodáváte, ptejte se kupujících, do jakých skupin patří a jakou mají motivaci ke koupi. Horší to mají ti, kteří produkt teprve plánují začít prodávat. Můžete vyrazit na průzkum ke konkurenci, jestli nějakou máte, ale informací bude méně a budou méně přesné. Úplně nejobtížnější je to v situaci, kdy se rozhodujete o zcela novém produktu, jež zatím konkurenci nemá. I tam ale můžete dělat průzkum. Dotazujete se veřejnosti klidně i na ulici.